# 三田ベルジュビル
三田ベルジュビル（みたベルジュビル）は、2012年に竣工した日本の東京都港区芝5丁目にある高層ビル。

## 建設地
田町駅近くの三田自動車練習場跡地に建設された。建設地は江戸時代から交通の要所として知られている札の辻の交差点に位置する。

## 構造
地下1階から地下4階が駐車場、地下1階から2階が店舗、4階から24階が事務所、25階から33階が住宅である。地上114m部分（事務所と住宅の間）に免震層が設けられている。